# 常安弘通
常安 弘通（つねやす ひろみち、1902年2月28日 - 1988年10月3日）は、日本のジャーナリスト、新聞編集者、郷土史家。

## 経歴・人物
佐賀県唐津市出身。1923年3月福岡県立中学修猷館を経て、1929年3月早稲田大学文学部哲学科を卒業。
1929年4月朝日新聞社大阪本社に入社。1936年3月中華民国北平（北京）特派員となる。1937年7月7日勃発した盧溝橋事件において、事前にその情報を掴み、現場に一番乗りして取材し、7月9日の朝日新聞朝刊の一面を飾るスクープをものにした。1939年10月西部本社編集局東亜課、1941年東京本社を経て、1942年3月中華民国済南支局長兼青島支局長、1944年9月奉天支局長を歴任するが、ここで終戦を迎え、抑留された後、1946年7月帰国。1946年から1955年10月にかけて、唐津通信局長を務めた後、朝日新聞社を退職。その間、1949年唐津市人権擁護委員、1951年郷土先覚者顕彰会会長などを務めている。
1955年12月唐津市図書館館長に就任。1962年松浦史談会会長となる。
1966年1月佐賀新聞社論説委員となり、1967年からは唐津支社長を務め、1974年退職。